# Литерно (Ливорно)
Литерно је насеље у Италији у округу Ливорно, региону Тоскана.
Према процени из 2011. у насељу је живело 15 становника. Насеље се налази на надморској висини од 50 м.